# Nyiredy Géza (kémikus)
Nyiredy Géza (Nagyajta, 1861. április 20. – Kolozsvár, 1914. június 11.) kémikus, bölcseleti doktor, főgimnáziumi tanár.

## Életútja
Nyiredy Géza ősi székely nemesi családba született 1861-ben Nagyaján. Apja nagyajtai Nyiredy János ügyvéd, anyja kis és nagy jeszeni Jeszenszky Róza.
Brassóban, Székelykeresztúron és Kolozsvárt végezte tanulmányait, majd gyakornokként dolgozott a vegytani intézetben. 1886-ban természettan-vegytan tanári oklevelet szerzett. Fabinyi Rudolf egyetemi tanár első tanársegédeként a gyógyszerészgyakornoki tanfolyam vezető tanára volt. 1889-ben szerezte doktori diplomáját, 1890-től a kolozsvári unitárius kollégiumban tanított. 1892-ben tett tanári vizsgát és ezt követően a kolozsvári unitárius főgimnázium rendes tanára volt, ahol a természetrajzot és a francia nyelvet tanította; egyszersmind az ottani kereskedelmi akadémián 1893-től az áruismeret tanáraként működött.
Gazdag természetrajzi és vegytani gyűjteménnyel bővítette az iskolát, egyúttal a rendszeres természetrajzi kirándulásokat is bevezette, egy ideig pedig az intézmény igazgatója is volt. Kémiai szakirodalmi munkássága jelentős. Tizenhat tanulmány fűződik a nevéhez, melyek közül kiemelkedik az 1895-ben megjelent Gyógyszerisme („recipekönyv”) (társszerzők: Jakabházy–Issekutz).
Felesége Benczédi Gergely leánya, felsőbencédi Benczédi Zsuzsána (1872–1891) volt, akivel 1891. november 14-én kötött házasságot. Három lányuk: Erzsébet (1892–1981), Margit (1898–1916), Ilona (1899–1981), valamint egy fiuk: Géza (1894–1968) született. Testvéröccse, Jenő gyógyszerész volt.
Nyiredy Géza a magyarországi Unitárius Egyház Főtanácsának és Képviselő Tanácsának tagja volt.

## Munkái
- Tanulmány az olvadópont depressiójáról. Kolozsvár, 1889.
- Gyógyszerisme. Kolozsvár, 1895. (Jakabházy Zsigmonddal és Issekutz Hugóval).
- A chemia rövid vázlata. Kolozsvár, 1901.